# IC 2492
IC 2492 је спирална галаксија у сазвјежђу Шмрк (Пумпа) која се налази на листи објеката дубоког неба у Индекс каталогу.
Деклинација објекта је - 37° 52' 0" а ректасцензија 9h 33m 14,8s. Привидна величина (магнитуда) објекта IC 2492 износи 15,0 а фотографска магнитуда 15,8. IC 2492 је још познат и под ознакама ESO 315-13, PGC 27129.